# Zoocyanela
Zoocyanela je sinice (tedy cyanobakterie), která žije v symbiotickém svazku s živočichy, nejčastěji uvnitř těla. Díky své schopnosti fotosyntézy dodávají svému hostiteli organické látky, výměnou za prostředí k životu.
Zoocyanely se vyskytují u mořských hub (Porifera) a u pláštěnců (Tunicata).